# Sebimilje
Sebimilje (cyr. Себимиље) – wieś w Serbii, w okręgu raskim, w gminie Raška. W 2011 roku liczyła 83 mieszkańców.